# 星雲児
『星雲児 聖・少年戦士伝（せいうんじ せい しょうねんせんしでん）』は池上遼一による日本のSF漫画。『週刊少年サンデー』（小学館）で1982年52号から1984年11号まで連載された。コミックスは少年サンデーコミックス（小学館）より全6巻

## あらすじ
22世紀末期。地球人類は太陽系外まで版図を広げていたが、地球連邦軍と植民地軍とに分かれて激しい戦いを繰り広げていた。そんな中、地球連邦軍所属で「死神」とあだ名される凄腕の少年戦士光真 生（ひまこと いくる）は、植民地軍の少女戦士メイヤ・タピオラと不思議な魂の交流をする。
メイヤは、宇宙を支配する雷帝に拉致される。イクルは謎の女性マリアに召喚され、雷帝の目的が、宇宙の全てを支配する力を秘めた5つの宝珠を集めることだと聞かされる。
雷帝は地球に隠された宝珠の1つを手に入れるため、地球そのものを破壊する。
イクルは雷帝の野望を阻止するため、そして破壊された地球を復活させるため、宝珠を持つ戦士たちを探し出すことになる。

## 協力スタッフ
以下のメンバーが協力スタッフとしてクレジットされている。
メカ・デザイン
- かづさひろし
- 出渕裕
- かがみあきら

脚本協力
- 富田祐弘
- 火浦功

脚本
- あかねこか